# Исак Левитан
Исак Илич Левитан е класически руски художник-пейзажист.

## Детство
Исак Левитан е роден на 30 август 1860 г. в Каунас, Литва (тогава в Руската империя) в бедно, но образовано еврейско семейство. Баща му Елаяшив Левитан е син на равин, завършил е йешива (висше еврейско учебно заведение) и е бил самоук. Преподава немски и френски в Каунас, а по-късно работи като преводач на строеж на жп-линия върху мост за френска строителна компания.
В началото на 1870 г. семейство Левитан се премества в Москва.
През септември 1873 г., Исак Левитан постъпва в Московското училище по живопис, скулптура и архитектура, където по-големият му брат Авел вече учи в продължение на 2 години. След година в класа по прекопирване, Исак се премества в натуралистичния клас, а скоро след това - в класа по пейзажи. Учителите на Левитан са известните Алексей Саврасов, Василий Перов и Василий Поленов.
През 1875 г. майка му умира, когато той е едва на 15 години, а баща му заболява тежко и не е способен да издържа четирите си деца. Умира през 1877 г. и семейството изпада в тежка мизерия. Но Левитан получава стипендия като подкрепа за таланта и постиженията му, еврейския му произход и за да го задържат в училището.

## Ранно творчество
През 1877 г. творбите на Левитан за първи път са публично изложени и получават благоприятно признание от пресата.
След опита на Александър Соловьов да убие Александър II през май 1879 г., започва масово изселване на евреите от големите градове в Руската империя. Това принуждава семейството да се премести в предградията на Салтиковка, но през есента властите се огъват под натиска на привърженици на изкуството и на Левитан е позволено да се завърне. През 1880 г. картината му „Есенен ден“ е купена от известния филантроп и колекционер Павел Михайлович Третяков.
През пролетта на 1884 г. Левитан участва в подвижна изложба на групата, известна като „Передвижници“, а през 1891 г. става член тази група. По време на обучението му в Московското училище по живопис, скулптура и архитектура Левитан се запознава с Константин Коровин, Михаил Нестеров, архитекта Феодор Шектел и художника Николай Чехов, чийто известен брат Антон Чехов става най-близкият приятел на Исак Левитан. Левитан често посещава Чехов и някои смятат, че той е бил влюбен в сестра му Мария Павловна Чехова.
В началото на 80-те години на 19 век Левитан започва да си сътрудничи с братята Чехови за илюстрованото списание „Москва“. Заедно с Коровин през 1885 – 1886 г. той рисува декора за пиесите в Частната руска опера на Сава Мамонтов.

## Настроение в природата
Творбите на Левитан са задълбочен отговор на лирическото очарование на руската природа. Левитан не рисува градски пейзажи, с изключение на „Гледката на Симоновия манастир“ (местонахождението, на която е неизвестно), спомената от Нестеров. Град Москва се появява единствено в „Осветлението на Кремъл“. През 70-те години на 19 век той често работи в околностите на Москва и създава специален вариант на „настроение в природата“ (mood landscape), в който формата и състоянието на природата са одухотворени и стават носители на състоянието на човешката душа.
По време на работата си в двореца „Останкино“ (лятната резиденция на графовете Шереметиеви) рисува фрагменти от имението и парка, но е привлечен най-вече от поетичните места в гората или непретенциозността на селския живот. Характерни черти за творбите му са приглушен и меланхоличен блян сред пасторални пейзажи, почти изцяло лишени от човешко присъствие. Прекрасни примери на тези качества включват „Пътят към Владимирка“ 1892 г., „Нощни звънци“ 1892 г., „Вечен покой“ 1894 г. Всички те се намират в Третяковската галерия. Въпреки че късните му творби имат известна прилика с импресионизма, неговата палитра в повечето случаи е била бледа, а тенденциите му са били повече натуралистични и поетични, отколкото оптични и научни.

## Късно творчество
През лятото на 1890 г. Левитан отива в град Юревец и сред безбройните пейзажи и етюди, които рисува, е и „Гледката на Кривоосерския манастир“. Така се ражда планът за една от най-брилянтните му картини „Тихият манастир“. Картината на тихия манастир и дървените мостове над реката, свързващи го с външния свят, изразяват духовните мисли на художника. Знае се, че тази картина е направила силно впечатление на Чехов.
През 1897 г., вече световноизвестен, Левитан става член на Императорската академия на изкуствата, а през 1898 г. е назначен за началник на студиото за пейзажи в своето училище.
Левитан прекарва последната година от живота си в дома на Чехов в Ялта. Въпреки последиците от неизлечимо заболяване, неговите последни творби са все повече изпълнени със светлина. Те отразяват прозрачността и вечната красота на руската природа.
Исак Левитан умира на 4 август 1900 г. Погребан е в еврейско гробище. По-късно през 1941 г. останките му са преместени до тези на Чехов. Левитан няма семейство и деца.
Огромното наследство на Исак Левитан съдържа повече от 1000 картини, сред които акварели, пастели, графики и илюстрации.

## Галерия
- „След дъжда. Плес“ (1889)
- „Брезова горичка“ (1885 – 1889)
- „Пътят към Владимирка“, 1892
- „На езерото“ 1893
- „Март“
- „Златна есен“, 1895
- „Есен в Крим“, 1900
- „Есен“, 1890
- „Лунен пейзаж“ 1900